# 願成寺 (豊岡市)
願成寺（がんじょうじ）は、兵庫県豊岡市出石町東條にある臨済宗大徳寺派の寺院。

## 歴史
もともとは宮内にあったが、戦国時代に山名氏が此隅山城から有子山城に移ったのに伴って、現在地に移転したとされる。山門は享保2年(1722年)建造。

## 文化財
豊岡市指定文化財
- 願成寺山門（江戸・文化元年）： 1982年（昭和57年）3月20日指定
- 大燈国師の墨跡（室町）： 1976年（昭和51年）3月31日指定
- 願成寺本堂庭園（江戸）： 1985年（昭和60年）3月20日指定